# نظام الكفالة
نظام الكفالة هو نظام قانوني متبع في الغالب في الدول الخليجية والأردن والعراق ولبنان يحدد العلاقة بين صاحب العمل والعامل الأجنبي. ألغت قطر النظام في سنة 2015 م. غير أن منظمة العفو الدولية انتقدت التغييرات وقالت انه «نظام قديم بحلة جديدة». في نوفمبر 2020 أعلنت السعودية، عن مبادرة تحسين العلاقة التعاقدية، وهي إحدى مبادرات رؤية السعودية 2030، وقد ألغت هذه المبادرة سلطة صاحب العمل (الكفيل) فيما يتعلق بالتنقل الوظيفي وسفر العامل.
يتطلب النظام من العمال المهاجرين أن يكون لديهم كفيل داخل البلاد، وعادة ما يكون صاحب العمل، وهو المسؤول عن تأشيراتهم ووضعهم القانوني. وقد انتقدت منظمات حقوق الإنسان هذه الممارسة لأنها تخلق فرصًا سهلة لاستغلال العمال، حيث يصادر العديد من أصحاب العمل جوازات السفر ويعتدون على عمالهم مع فرصة ضئيلة للعواقب القانونية وحتى الإعادة إلى الوطن.
قدر الاتحاد الدولي للنقابات العمالية في تقريره لعام 2014 عدد العمال المنزليين المستعبدين في دول الخليج بنحو 2.4 مليون عامل، معظمهم من الهند وسريلانكا والفلبين ونيبال.
وفقًا لمجلة الإيكونوميست، "من غير المرجح أن يتحسن وضع العمال المهاجرين حتى يتم إصلاح نظام الكفالة، حيث يصبح العمال مدينين لأصحاب العمل الذين يكفلون تأشيراتهم. ويمنع النظام المنافسة المحلية للعمال الأجانب في دول الخليج".

## المملكة العربية السعودية
وفقًا لتقرير صادر عن هيومن رايتس ووتش عام 2008، بموجب نظام الكفالة في المملكة العربية السعودية، "يتحمل صاحب العمل مسؤولية العامل المهاجر المستأجر ويجب عليه منح إذن صريح قبل أن يتمكن العامل من دخول المملكة العربية السعودية أو نقل العمل أو مغادرة البلاد. يمنح نظام الكفالة صاحب العمل سيطرة هائلة على العامل". ذكرت هيومن رايتس ووتش أن "بعض أصحاب العمل المسيئين يستغلون نظام الكفالة ويجبرون العاملات المنزليات على الاستمرار في العمل ضد إرادتهن ويمنعونهن من العودة إلى بلدانهن الأصلية" وأن هذا "يتعارض مع المادة 13 من الإعلان العالمي لحقوق الإنسان"..

وذكرت هيومن رايتس ووتش أن "الجمع بين رسوم التوظيف المرتفعة التي يدفعها أصحاب العمل السعوديون والسلطة الممنوحة لهم بموجب نظام الكفالة للتحكم في ما إذا كان العامل يستطيع تغيير صاحب العمل أو الخروج من البلاد جعل بعض أصحاب العمل يشعرون بأنهم مخولون بممارسة "ملكية" على عاملة منزلية" وأن "الشعور بالملكية ... يخلق ظروفًا تشبه العبودية". في عام 2018، أفادت فرانس 24 ومنظمة القسط لحقوق الإنسان عن استخدام تويتر وغيره من شبكات التواصل الاجتماعي عبر الإنترنت من قبل أصحاب العمل بنظام الكفالة، "الكفيل"، "لبيع" العاملات المنزليات لكفيل آخر، في انتهاك للقانون السعودي. ووصفت منظمة القسط لحقوق الإنسان التجارة عبر الإنترنت بأنها "عبودية 2.0".

تم إعدام العديد من العاملات المنزليات الإندونيسيات في المملكة العربية السعودية خلال الفترة 2015-2018. تم قطع رأس ستي زينب وكارني في أبريل 2015. تم إعدام محمد زيني ميسين في مارس 2018 لقتله صاحب عمله. في 29 أكتوبر 2018، تم إعدام توتي تورسيلاواتي، وهي أيضًا عاملة منزلية إندونيسية في المملكة العربية السعودية، لقتلها صاحب عملها، وهو الإجراء الذي ادعت أنه كان دفاعًا عن النفس فيما يتعلق بالإساءة الجنسية. قدمت وزيرة الخارجية الإندونيسية ريتنو مارسودي شكوى رسمية بشأن الإعدام، الذي تم تنفيذه دون سابق إنذار وعلى الرغم من الاستئناف ضد الحكم.
من عام 1991 إلى عام 2019، ذهبت 300000 امرأة بنغلاديشية إلى المملكة العربية السعودية بموجب نظام الكفالة. في أوائل نوفمبر 2019، اندلعت احتجاجات في دكا ردًا على قضية سومي أكتر، التي ادعت تعرضها "لاعتداءات جنسية لا ترحم"، واحتجازها لمدة 15 يومًا، وحرق يديها بالزيت الساخن من قبل أصحاب عملها السعوديين. كما جذبت قضية مواطنة بنجلاديشية أخرى نزمة بيجوم التي ادعت تعرضها للتعذيب، اهتمام وسائل الإعلام. وقد وعدت كلتاهما بوظائف كموظفتي تنظيف في المستشفيات ولكن تم خداعهما ليصبحا خادمتين منزليتين. توفيت بيجوم في المملكة العربية السعودية بسبب مرض لم يتم علاجه.

في 4 نوفمبر 2020، كجزء من رؤيتها لعام 2030، أعلنت المملكة العربية السعودية عن خطة إصلاح لقانون العمل. اعتبارًا من 14 مارس 2021، تهدف التدابير الجديدة إلى الحد من نظام الكفالة من خلال: 
التوثيق الرقمي الإلزامي لعقود العمل:
1. إسقاط شرط موافقة الكفيل على تأشيرات الخروج وتأشيرات الخروج النهائي وتأشيرات إعادة الدخول وتغيير الكفيل، طالما سيتم التقدم بطلب للحصول عليها بعد نهاية مدة تعاقدية أو فترة إشعار مناسبة محددة مسبقًا في العقد. قد تظل متطلبات أخرى سارية في حالة التقديم خلال مدة تعاقدية.

1. سيتم تنفيذ التغييرات في بوابتي أبشر وقوة، وكلاهما جزء من البوابات الإلكترونية في المملكة العربية السعودية. [17]

في مارس 2021، قدمت المملكة العربية السعودية إصلاحات عمل جديدة، مما يسمح لبعض العمال المهاجرين بتغيير وظائفهم دون موافقة صاحب العمل. وزعمت هيومن رايتس ووتش أن الإصلاحات لم تفكك انتهاكات نظام الكفالة، "ما يجعل العمال المهاجرين معرضين لخطر كبير من الإساءة". لا يزال العديد من العمال المنزليين والمزارعين الذين لا يشملهم قانون العمل عرضة لانتهاكات متعددة، بما في ذلك مصادرة جوازات السفر، وتأخير الأجور وحتى العمل القسري. وعلى الرغم من السماح للعمال المهاجرين بطلب تصريح خروج دون إذن صاحب العمل، فإن الحاجة إلى الحصول على تصريح خروج لمغادرة البلاد تشكل انتهاكًا لحقوق الإنسان.
وثق تحقيق أجرته فرانس 24 في أبريل 2021 انتهاكات بحق العاملات المهاجرات في المملكة العربية السعودية. قُتلت عاملة مهاجرة تبلغ من العمر 22 عامًا من مدغشقر على يد مافيا الدعارة السرية التي كانت تعمل لديها بعد هروبها من منزل صاحب عملها ودُفنت بدون نعش في الجبيل. وبسبب ممارسة بعض الكفلاء بمصادرة جوازات سفر العمال المهاجرين، تجد الشابات من شرق إفريقيا صعوبة في العودة إلى ديارهن بعد سوء المعاملة المتصور من قبل أصحاب العمل. غالبًا ما تنتهي النساء إلى الوقوع في البغاء.

## اسرائيل
على مدى أجيال حتى عام 2006، حافظت إسرائيل فعليًا على نظام الكفالة، والذي يُطلق عليه في إسرائيل "نظام الإلزام".
وكما هو الحال مع نظام الكفالة، كان العمال المهاجرون في إسرائيل مرتبطين بصاحب عمل محدد طوال مدة تأشيراتهم. وعلى مر السنين التي حافظت فيها إسرائيل على هذا النظام، كانت مصادرة جوازات السفر وغيرها من الانتهاكات منهجية ولم تتم معاقبتها فعليًا.
ألغت المحكمة العليا الإسرائيلية النسخة الإسرائيلية من نظام الكفالة في قرار تاريخي صدر في مارس 2006، حيث استشهدت المحكمة بمخاوف حقوق الإنسان. ومع ذلك، زعمت دراسة أجراها علماء العمل الإسرائيليون عام 2014 أدريانا كيمب وريبيكا رايجمان أن النظام الملزم لا يزال ينطبق على العمال المنزليين المهاجرين، وإن لم يكن على العمال المهاجرين بشكل عام.
وعلى الرغم من قرار عام 2006 الذي ألغى النسخة الإسرائيلية من نظام الكفالة، فإن انتهاكات العمال المهاجرين في إسرائيل لا تزال منتشرة على نطاق واسع. توصلت دراسة أجرتها هيومن رايتس ووتش عام 2015 إلى أن جميع العمال المهاجرين التايلانديين تقريبًا في كيبيتزوم في إسرائيل يعيشون في ظروف بائسة، ويُحرمون من أيام الإجازة المنتظمة، ويُعملون بما يتجاوز المتطلبات القانونية المفروضة، ويتقاضون أجورًا أقل منها.